# Hauptsatz (Grammatik)
Hauptsatz ist in der Grammatik der Gegenbegriff zu Nebensatz. Je nach grammatischer Tradition kann sich die Definition des Hauptsatzes leicht unterscheiden: Teilweise wird jeder Teil eines größeren Satzgefüges so bezeichnet, der den Nebensätzen gegenübersteht, also der nicht untergeordnete Teil eines Satzgefüges. In anderen Systemen gelten solche Teile nur dann als Hauptsatz, wenn sie selbst einen vollständigen Satz darstellen. In manchen Quellen wird auch noch jeder selbständige, nicht untergeordnete Satz als Hauptsatz bezeichnet, also auch freistehende einfache Sätze, die kein Satzgefüge bilden.
Das Verhältnis, in dem ein Hauptsatz zum übrigen Satzgefüge steht, kann verschiedene Arten annehmen, die nachfolgend im Einzelnen dargestellt werden.

## Hauptsatz mit einem angereihten Nebensatz
Ein Hauptsatz kann der Teil eines zusammengesetzten Gefüges sein, der selbständig gebraucht werden könnte, aber von einem angeschlossenen Nebensatz begleitet wird; der Nebensatz kann als untergeordneter Satz markiert werden, indem er z. B. durch eine Konjunktion eingeleitet wird. Der Hauptsatz ist im Deutschen typischerweise an der Verb-Zweit-Stellung erkennbar:
Beispiel: „Die Feuerwehr traf schnell ein, sodass der Brand ohne Mühe gelöscht werden konnte.“
Hier ist der Teil Die Feuerwehr traf schnell ein der Hauptsatz mit Zweitstellung des Verbs. Der angeschlossene Nebensatz mit sodass folgt dem Hauptsatz lediglich nach, ist aber nicht ins Innere des Hauptsatzes integriert, im Gegensatz zu den integrierten Nebensätzen, die weiter unten dargestellt sind. (Näheres zu diesem Unterschied siehe auch unter Adverbialsatz#Stellung im Satz sowie Nebensatz#Gliedsätze und weiterführende Nebensätze).

## Nebenordnung zweier Hauptsätze
Werden zwei selbständige Sätze mit einer nebenordnenden Konjunktion verbunden – also vor allem: und, aber, denn – bilden sie zwei gleichrangige Teilsätze, keine Unterordnung. Daher werden in einer solchen Verbindung beide Teile als Hauptsätze bezeichnet.
Beispiel: „Die Kinder bastelten(,) und der Großvater las die Zeitung.“

## Hauptsatz, der einen Gliedsatz oder Attributsatz enthält
Wenn ein Satzglied eines Satzes die Form eines Nebensatzes hat, wird als Hauptsatz traditionell der Teil bezeichnet, der übrigbleibt, wenn man den Nebensatz abzieht. Bei Adverbialsätzen (erstes Beispiel unten, Kausalsatz) ist eine solche Weglassung des Nebensatzes unproblematisch, ebenso bei Attributsätzen, wie dem Relativsatz im zweiten Beispiel (Nebensätze jeweils kursiv):
Beispiel 1: „Wir mussten auf den Frühling lange warten, weil der Winter ungewöhnlich hart war.“
Beispiel 2: „Das Wetter, das wir diesen Winter hatten, war ungewöhnlich.“
Eine Schwierigkeit entsteht jedoch, wenn ein Nebensatz Subjekt oder Objekt für den übergeordneten Satz ist. In diesem Fall ist der Rest ohne den Nebensatz kein vollständiger Satz:
Beispiel 3: „Niemand verstand, was mit dieser Behauptung gemeint war.“
Der durch was eingeleitete Satz ist das Objekt zum Verb verstehen. In diesem Fall ergäbe sich nach traditioneller Einteilung, dass der „Hauptsatz“ kein Satz ist, sondern nur der Teil des Satzgefüges der uneingebettet ist. In der IDS-Grammatik wird daher für solche Fälle eine Unterscheidung getroffen zwischen Hauptsatz und Hauptsatzfragment: Der Teil Niemand verstand ist dann ein Hauptsatzfragment.